# Langwaid

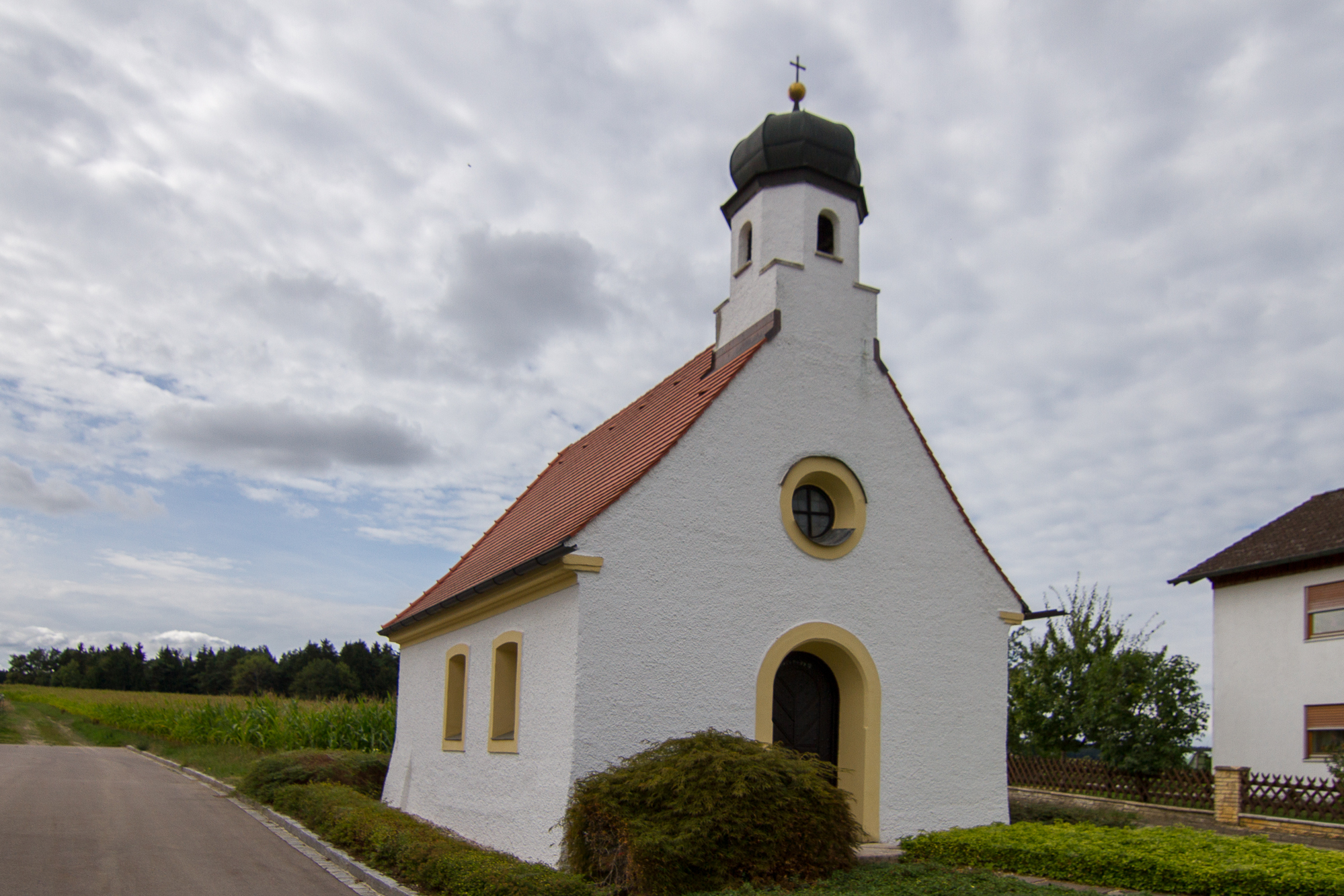
Sog. Schwedenkapelle in Gründholm, errichtet 1948

Gründholm

## Lage
Das Dorf liegt im Tal des Langwaider Baches auf einer Höhe von 470 bis 514 m ü. NHN.

## Geschichte
Der Anfang des Ortes liegt im Dunkel der Geschichte verborgen, aus dem es erstmals im Jahr 1199 tritt, in dem ein Bernhard von Lancwat in den Traditionen des Hochstiftes Freising als Zeuge genannt wird. Furt im Fluss, durchwatbare Stelle oder Waldsumpf bedeutet der Name des Dorfes, das von älteren Bewohnern noch heute „Langboh“ genannt wird.
Eine Karte aus der Mitte des 18. Jahrhunderts zeigt den Ort noch zweigeteilt in Ober- und Unterlangwaid. Vor rund zweihundert Jahren hatte das Dorf 25 Anwesen. Die Hausnamen, die damals schon überkommen waren, gelten zum Teil noch heute. So sind der Saz, der Wirt, der Lenzbauer, der Abraham, der Stoffl und der Pointmann teilweise immer noch bewirtschaftete Höfe. Auch die Anwesen des Locher, Schneider, Pfleger und Wagner sind noch bekannt. Vom Christdonl, dem Bergjaggl und dem Bader kennen die älteren Langwaider noch die Lage. Die Quellen nennen noch den Schusterthoma, den Schneiderhans und den Bauer.
Im Jahre 1818 wurde Langwaid durch das zweite Gemeindeedikt der Sitz einer Gemeinde, zu der auch die Orte Haunstetten, Gründholm, Bärnhausen und Haselhof gehörten.
- Haunstetten, dessen Wallfahrtskirche weit über das Ilmtal grüßt, wird bereits um das Jahr 1078 als Ofensteti (Ofensteten) wiederum in den Traditionen des Hochstifts Freising erwähnt. Die Herren von Ofenstetten, die in dieser Zeit belegt sind, gehörten einem Adelsgeschlecht an. Sie waren Ministerialen, also Dienstmannen der Grafen von Scheyern. Am Rand des steilen Kirchhügels findet man bei Erdarbeiten heute noch Jurakalk, vermutlich letzte Zeugen der Burg der früheren Herren.

Die Wallfahrt zur Muttergottes von Haunstetten geht auf eine Begebenheit aus dem Jahr 1701 zurück, die hier kurz dargestellt werden soll:

„Thomas Dietrich, Lenzbauer von Langwaid, hatte in schwerer Not eine Wallfahrt zum Gnadenbild der Schmerzensmutter im Münchner Herzogspital gemacht. Als Andenken brachte er eine wächserne Kopie des dortigen Gnadenbildes mit, die er in Langwaid auf einem Eichbaum aufstellte. Daneben brachte er einen Opferstock an. Die Figur erfreute sich bald großer Verehrung. Dies – vor allem aber der Opferstock – paßte den kirchlichen Stellen gar nicht. So kam die Figur im April 1701 auf kirchlichen Befehl in die Johannes dem Täufer geweihte Kirche von Haunstetten. Wallfahrer kommen in unserer Zeit kaum noch. Von der Tradition der Wallfahrt Ilmrieder Bürger künden noch mehrere Votivtafeln.“

- Gründholm wird erstmals um 1091 schriftlich genannt. Der Name leitet sich vom althochdeutschen Wort grint ab, was so viel wie Bergkuppe oder Kopf bedeutet. Aus Gründholm stammt Erik-Johannes Müller (1877–1965), Bischof von Schweden, zu dessen Gedenken die Bürger von Gründholm die sogenannte Schwedenkapelle erbauten, die am 6. Juli 1948 geweiht wurde und unter Nummer D-1-86-146-5 in die Denkmalliste eingetragen ist.

- Bärnhausen, die Siedlung eines Pero ist erstmals um 1200 erwähnt.

- Haselhof, ein Hof bei den Haselstauden wird als „Häßlhof“ erstmals 1676 als landesfürstliches Gut erwähnt. Als Ortsteil des ehemaligen selbstständigen Gemeinde Langwaid erscheint er erst 1867.

Über die Entwicklung der Gemeinde Langwaid seit dem Jahr 1818 ist wenig zu berichten. Aus den 25 Anwesen in der Mitte des 18. Jahrhunderts waren 36 Hausnummern in den 1880er Jahren geworden. Pater Stephan Kainz, der Christdonl Martl, nach dem ein Weg in Langwaid benannt ist, hat dies in seinen Jugenderinnerungen festgehalten. Von den alten Anwesen steht keines mehr. Neubauten und weitere Häuser in den Baulücken sind entstanden. Trotzdem blieb noch etwas vom ursprünglichen Charakter des Ortes erhalten.
Am 1. April 1971 gaben die Langwaider (mit Ortsteilen) ihre gemeindliche Selbständigkeit auf und schlossen sich der Gemeinde Reichertshausen an.

## Wirtschaft und Infrastruktur
Langwaid ist über die Bundesstraße 13 und die Staatsstraße 2337 zu erreichen. Über die Bahnhöfe Paindorf (3 km) und Reichertshausen (5 km) besteht Anschluss an das Schienennetz der DB, vom 10 km entfernten Bahnhof Petershausen an das Netz des MVV.
Die Einwohner von Langwaid sind in der Mehrzahl nicht selbstständig Beschäftigte, die ihre Arbeitsplätze nicht im Ort haben. Neben wenigen selbstständigen Gewerbetreibenden und zwei Gaststätten hat das Dorf noch zwei landwirtschaftliche Vollerwerbsbetriebe (2012).